# Adam Batirov
Adam Batirov (Haszavjurt, 1985. január 13. –) Dagesztáni avar nemzetiségű, bahreini szabadfogású birkózó. 2001 és 2015 között Oroszország színeiben versenyzett. 2016-tól versenyez bahreini színekben. A 2018-as birkózó-világbajnokságon döntőbe jutott 70 kg-os súlycsoportban, szabadfogásban. A 2016-os Ázsia Bajnokságon szabadfogásban a 70 kg-os súlycsoportban aranyérmet szerzett, míg 2017-ben a Belső-ázsiai Játékok keretein belül aranyérmes lett. A 2017-es Iszlám Szolidaritási Játékokon bronzérmet nyert. Kétszer lett második, egyszer harmadik helyezett birkózó Európa-bajnokságokon különböző súlycsoportokban.

## Sportpályafutása
A 2018-as birkózó-világbajnokságon a 70 kg-osok súlycsoportjában megrendezett döntő során az orosz Magomedraszul Muhtarovics Gazimagomedov volt az ellenfele.